# IC 2022
IC 2022 је спирална галаксија у сазвјежђу Мрежица која се налази на листи објеката дубоког неба у Индекс каталогу.
Деклинација објекта је - 59° 2' 39" а ректасцензија 3h 58m 40,2s. Привидна величина (магнитуда) објекта IC 2022 износи 15,3 а фотографска магнитуда 16,1. IC 2022 је још познат и под ознакама ESO 117-17, FAIR 19, PGC 14203.